# Козаче (Золотоніський район)
Коза́че (давня назва — Гулаківка) — село в Україні, у Драбівській селищній громаді, Золотоніського району Черкаської області. 

## Населення
У 1862 році 3 стану Золотоніського повіту селища володарського Козацького мешкало 213 осіб, з них: 102 чоловіки та 111 жінок.
За даними перепису населення 2001 року населення складало 159 осіб, всі назвали українську мову рідною.

## Географія
Селом протікає річка Козак.

## Історія
Назва села походить від назви урочища. Поселення заснували козаки Гулаки й тривалий мав назву — хутір Гулаківка, а у XX столітті назву змінили на Козаче.
Селище було приписане до Миколаївської церкви у Митлашівці.
Селище є на мапі 1869 року як Гулаківка (Козацьке).
Село постраждало внаслідок геноциду українського народу, проведеного радянським окупаційним урядом 1923—1933 та 1946–1947 роках.